# Gnophomyia acricula
Gnophomyia acricula is een tweevleugelige uit de familie steltmuggen (Limoniidae). De soort komt voor in het Neotropisch gebied.